# أنطون سوروكين
أنطون سوروكين هو لاعب كرة قدم بيلاروسي في مركز الوسط، ولد في 21 فبراير 1996 في كوبرين في بيلاروس. لعب مع نيمان غرودنو.

## وصلات خارجية
- أنطون سوروكين على موقع قاعدة بيانات كرة القدم.إي يو (الإنجليزية)
- أنطون سوروكين على موقع Soccerway.com (الإنجليزية)